# Jordskælvet i Tangshan 1976
Jordskælvet i Tangshan (kinesisk: 唐山大地震, pinyin: Tángshān dàdìzhèn) også kendt som det store jordskælv i Tangshan var et jordskælv, der fandt sted den 28. juli 1976 i Kina. Det er det største jordskælv i moderne tid målt på dødstal. Epicenteret lå nær Tangshan i Hebei, der er en industriby med omkring 1 million indbyggere. Kinas regering meddelte at dødstallet var 655.000, men dette tal er siden blevet rettet til at være omkring 240.000 til 255.000. En anden rapport indikerer at det faktiske dødstal i virkeligheden var langt højere, omkring 650.000, og forklarer at det lave estimat blev begrænset til Tangshan og ekskluderede dødsfald i det tæt befolkede omkringliggende område.
Yderligere blev omkring 164.000 personer alvorligt såret. Jordskælvet foregik i en turbulent periode i Kinas nyere historie under en serie politiske begivenheder, der inkluderede Kinas kommunistiske parti der udviste den herskende Firebanden af Mao Zedongs valgte efterfølger, Hua Guofeng. I traditionel kinesisk tankegang ses naturkatastrofer nogle gange set som forløbere for store ændringer i dynastier.
Jordskælvet ramte tidligt om morgenen, og det varede 14 til 16 sekunder. Den kinesiske regering angav at det målte 7,8 på richterskalaen, selvom nogle kilder angiver det som 8,2. Det blev efterfulgt af endnu et stort efterskælv på 7,1 omkring 16 timer senere, hvilket øgede dødstallet til over 255.000. Jordskælvet blev skabt af den omkring 40 km lange Tangshan-forkastning, der løber nær byen, og hvor forkastningen gav efter for ophobet tektonisk stress som følge af de tektoniske bevægelser, hvor Den Amurianske Plade glider forbi Den Eurasiske Kontinentalplade.